# Eryngium incantatum
Eryngium incantatum är en flockblommig växtart som beskrevs av Lucena, Novara och Cuezzo. Eryngium incantatum ingår i släktet martornar, och familjen flockblommiga växter. Inga underarter finns listade i Catalogue of Life.